# Kasteel Baexem
Kasteel Baexem is een kasteel in Baexem, gelegen aan Kasteelweg 7 in de Nederlandse gemeente Leudal.
Ten zuidoosten van het kasteel bevindt zich de Baronsberg met de Lourdesgrot.

## Geschiedenis
Het kasteel werd voor het eerst schriftelijk vermeld in 1244. De eerste bewoners waren telgen van de familie Van Baexen of De Baexen. Mogelijk namen enkele ridders uit Baexem deel aan de Slag bij Woeringen, die plaatsvond in 1288. In de 17e eeuw was de familie Rode van Opsinnich (of: Rhoe van Opsinnich) eigenaar, en vanaf 1726 de familie Van der Marck. Dit bleef zo tot in de 19e eeuw. Eind 19e eeuw werd het kasteel gesplitst en werden er nog een aantal verbouwingen uitgevoerd. Het interieur onderging in de 19e en 20e eeuw ingrijpende veranderingen.
Een deel van het kasteel huisvest een hotel.

## Gebouw
Het oudste deel van het huidige kasteel zijn de kelders. De huidige gebouwen zijn van 1676 en jonger. De vleugels zijn in de 18e eeuw bijgebouwd, waardoor het gebouw een symmetrisch aanzien kreeg. De ingangspartij is voorzien van een risaliet, voorzien van een fronton. Rechts van de ingang heeft een donjon gestaan, waartegen enkele vakwerkhuizen gebouwd waren. Het kasteel was vroeger omgracht.
Het kasteel is niet te bezichtigen maar men kan in de vernieuwde b&b wel overnachten.